# Xã Alliance, Quận Clay, Minnesota
Xã Alliance (tiếng Anh: Alliance Township) là một xã thuộc quận Clay, tiểu bang Minnesota, Hoa Kỳ. Năm 2010, dân số của xã này là 235 người.